# Papierabtreibung
Die Papierabtreibung, englisch paper abortion, auch finanzielle Abtreibung, männliche Abtreibung oder gesetzliche Abtreibung, ist eine vereinzelt erhobene gleichstellungspolitische Forderung in Teilen Skandinaviens, wonach Väter die Möglichkeit haben sollten, vor der Geburt ihres Kindes auf alle Rechte und Pflichten gegenüber dem Kind zu verzichten, insbesondere das Sorgerecht und die Verpflichtung zum Kindesunterhalt. Auf diese Weise könnten auch Männer „auf dem Papier“ abtreiben und sich jeglicher Verantwortung für ein ungewolltes Kind entziehen.

## Dänemark
Das Konzept der Papierabtreibung wurde in Dänemark erstmals im Jahr 2000 von dem Sozioökonom Henrik Platz eingeführt. Seiner Ansicht nach ist sie aus egalitärer Sicht notwendig, um sicherzustellen, dass Frauen und Männer vor dem Gesetz gleichberechtigt sind. Laut einer Gallup-Umfrage aus dem Jahr 2014 und früheren Umfragen stimmen zwischen 40 und 70 % der Dänen der Legalisierung der Papierabtreibung zu.
Die Soziologin Karen Sjørup, die zu diesem Thema aus feministischer Perspektive geforscht hat, argumentiert, dass dies den Frauen mehr Freiheit geben würde, da sie eine zusätzliche Möglichkeit hätten, Mutter zu werden, ohne die Rechte und Pflichten der Elternschaft mit dem Mann teilen zu müssen. Sie meint auch, dass dadurch die Abtreibungsrate gesenkt werden könnte, weil Männer, die eine Vaterschaft vermeiden wollen, Frauen nicht zu einer Abtreibung drängen könnten (vgl. aber unten Kritik).
Anne Sophia Hermansen argumentiert, dass ebenso wie Frauen die Wahl haben, ob sie ein Kind bekommen wollen oder nicht, auch Männer die Wahl haben sollten, ob sie die Vaterschaft übernehmen wollen oder nicht. Wenn Männer die Möglichkeit hätten, in den ersten drei Monaten der Schwangerschaft auf die wirtschaftliche, soziale und rechtliche Verantwortung für ein Kind zu verzichten, würden Männer und Frauen so weit wie möglich gleichgestellt.

## Schweden
Im Jahr 2016 forderte der Verband der schwedischen Jungliberalen (Liberala ungdomsförbundet), Papierabtreibungen für Männer bis zur 18. Schwangerschaftswoche der Frau zuzulassen. Der Vorschlag wurde von einigen Kommentatoren unterstützt, aber nicht von der Mutterpartei Liberalerna.

## Kritik
Die Papierabtreibung könnte allgemein erlaubt werden oder aber auf Fälle unfreiwilliger Zeugung infolge von Vergewaltigung durch Frauen oder sog. Samenraub beschränkt werden, wobei die Gefahr der Vortäuschung solcher Handlungen durch den Vater bestünde.
Die Abtreibung für Männer stößt auf den Widerstand derjenigen, die darin einen Vorwand für Männer sehen, sich ihrer Verantwortung als Vater zu entziehen. Kritiker sagen, dass Männer entweder Verhütung oder Sterilisation anwenden oder Enthaltsamkeit praktizieren sollten, wenn sie die finanzielle und persönliche Verantwortung der Vaterschaft vermeiden wollen.